# McLeod (eina)
La McLeod és una eina de mà especialment utilitzada pels incendis forestals. Consisteix en una fulla amb dues cares, una un rasclet amb dents gruixudes i l'altra una aixada esmolada i plana, amb un mànec llarg de fusta, que s'utilitza per decapar herbàcies en sols poc pedregosos o retirar fullaraca i mantell vegetal. Normalment ocupa les últimes posicions de seqüència d'eines en una línia de defensa, construint el cavalló. L'eina va ser inventada el 1910 per Malcolm McLeod, un guarda forestal del Servei Forestal dels Estats Units al bosc nacional de Sierra.